# 卡爾瓦哈薩山
12°51′08″S 75°26′06″W / 12.85222°S 75.43500°W
卡爾瓦哈薩山（Qarwa Q'asa），是秘魯的山峰，位於該國中南部萬卡韋利卡大區，由丘帕馬爾卡區和奧拉瓦區負責管轄，屬於瓊塔山脈的一部分，海拔高度5,005米。